# Erna Diez
Erna Diez (8. dubna 1913 Košice – 1. prosince 2001) byla rakouská archeoložka, která se zabývala římským uměním a archeologii římských provincií Noricum a Panonie.

## Život a dílo
Vystudovala klasickou filologii, archeologii, dějiny umění a historii na univerzitě ve Vídni a vystudovala Univerzitu Štýrský Hradec. V roce 1937 získala doktorát prací s názvem „Quomodo Valerius Maximus res in factorum a dictorum memorabilium libris IX narratas exornaverit“.
Od roku 1943 pracovala v Archeologickém ústavu univerzity ve Štýrském Hradci a dohlížela na sbírku římských kamenných památek ve Štýrsku. Od roku 1945 vedla Ústav klasické archeologie na univerzitě ve Štýrském Hradci a přednášela zde. V roce 1967 se stala docentkou klasické archeologie a členkou Státní historické komise pro Štýrsko. V roce 1970 získala profesuru a v roce 1983 se stala emeritním profesorem.[1]
Jejím hlavním zájmemí bylo umění v římské provincii Noricum. Její prezentace na 8. mezinárodním archeologickém kongresu v Paříži v roce 1963 byla považována za průlomovou. V roce 2008 byla po ní pojmenována ulice ve Štýrském Hradci ve čtvrti Strassgang. K uctění její památky se uděluje Výroční cena Erny Diezové, která se týká umění a archeologie římských provincií Noricum a Panonie.
Byla dopisující členkou německého archeologického ústavu.

### Výběr z díla
- Flavia Solva : die Römischen Steindenkmäler auf Schlosz Seggau bei Leibnitz. Österreichisches archaeologisches Institut.
- Kunstprovinzen im römischen Imperium : ausgewählte Schriften. Wien: Phoibos Verlag.